# فرديناند دوق بارما
فرديناند دوق بارما (20 يناير 1751 - 9 أكتوبر 1802) كان دوق بارما بعد وفاة والده في 18 يوليو 1765 وظل في المنصب 9 أكتوبر 1802.